# 縱橫動漫
纵横动漫是在2009年3月上线的一个漫画网站。但因为经营不善被完美世界卖给百度，最后在2014年年底遇查倒闭。

## 作品
- 《深蓝航迹1895》。[3]
- 《神夜》[4]